# Megisba anomala
Megisba anomala är en fjärilsart som beskrevs av John Nevill Eliot och Kawazoé 1983. Megisba anomala ingår i släktet Megisba och familjen juvelvingar. Inga underarter finns listade i Catalogue of Life.